# Arquidiócesis de Perth
La arquidiócesis de Perth (en latín: Archidioecesis Perthensis y en inglés: Roman Catholic Archdiocese of Perth) es una circunscripción eclesiástica de la Iglesia católica en Australia. Se trata de una arquidiócesis latina, sede metropolitana de la provincia eclesiástica de Perth. Desde el 20 de febrero de 2012 su arzobispo es Timothy John Costelloe, de la Pía Sociedad de San Francisco de Sales. 

## Territorio y organización

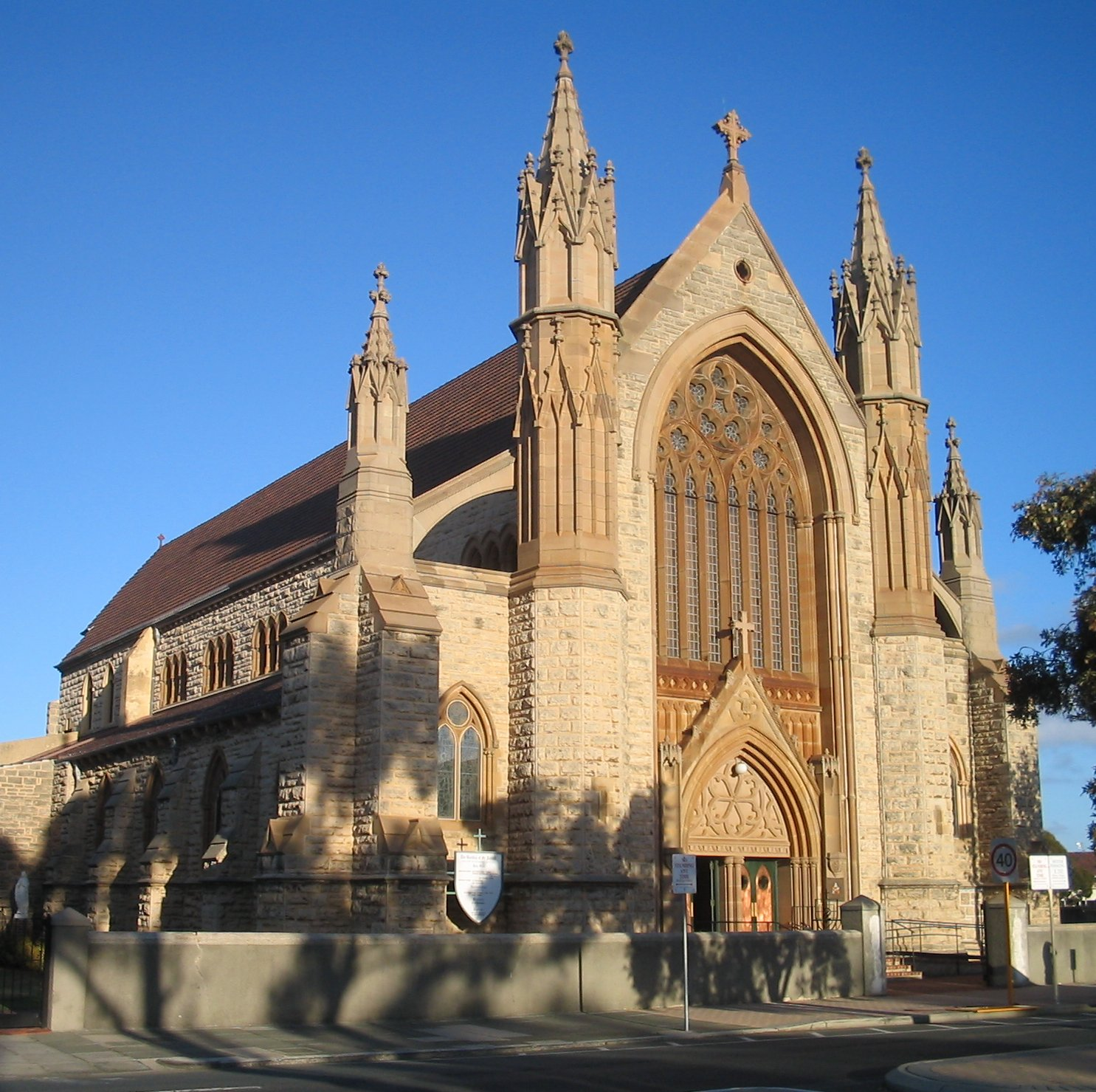
Basílica de San Patricio, en Fremantle

La arquidiócesis tiene 471 118 km² y extiende su jurisdicción sobre los fieles católicos de rito latino residentes en la parte sur del estado de Australia Occidental, con la excepción de la parte suroeste. Abarca el territorio delimitado al norte por el océano Índico hacia el este a lo largo de 30° de latitud sur hasta 120° de longitud este, de allí hacia el norte hasta 29° de latitud sur, de allí hacia el este hasta 129° de longitud este (frontera entre Australia Occidental y Australia Meridional); al este por la frontera entre Australia Occidental y Australia Meridional; al sur por el océano Índico hacia el este a lo largo de 32° 25' de latitud sur hasta 116° de longitud este, de allí hacia el sur hasta 32° 45' 6" de latitud sur, de allí hacia el este hasta la costa de la gran bahía australiana; al oeste por el océano Índico. La arquidiócesis asiste pastoralmente a los territorios externos de la isla de Navidad y las islas Cocos, aunque no están dentro de su jurisdicción.

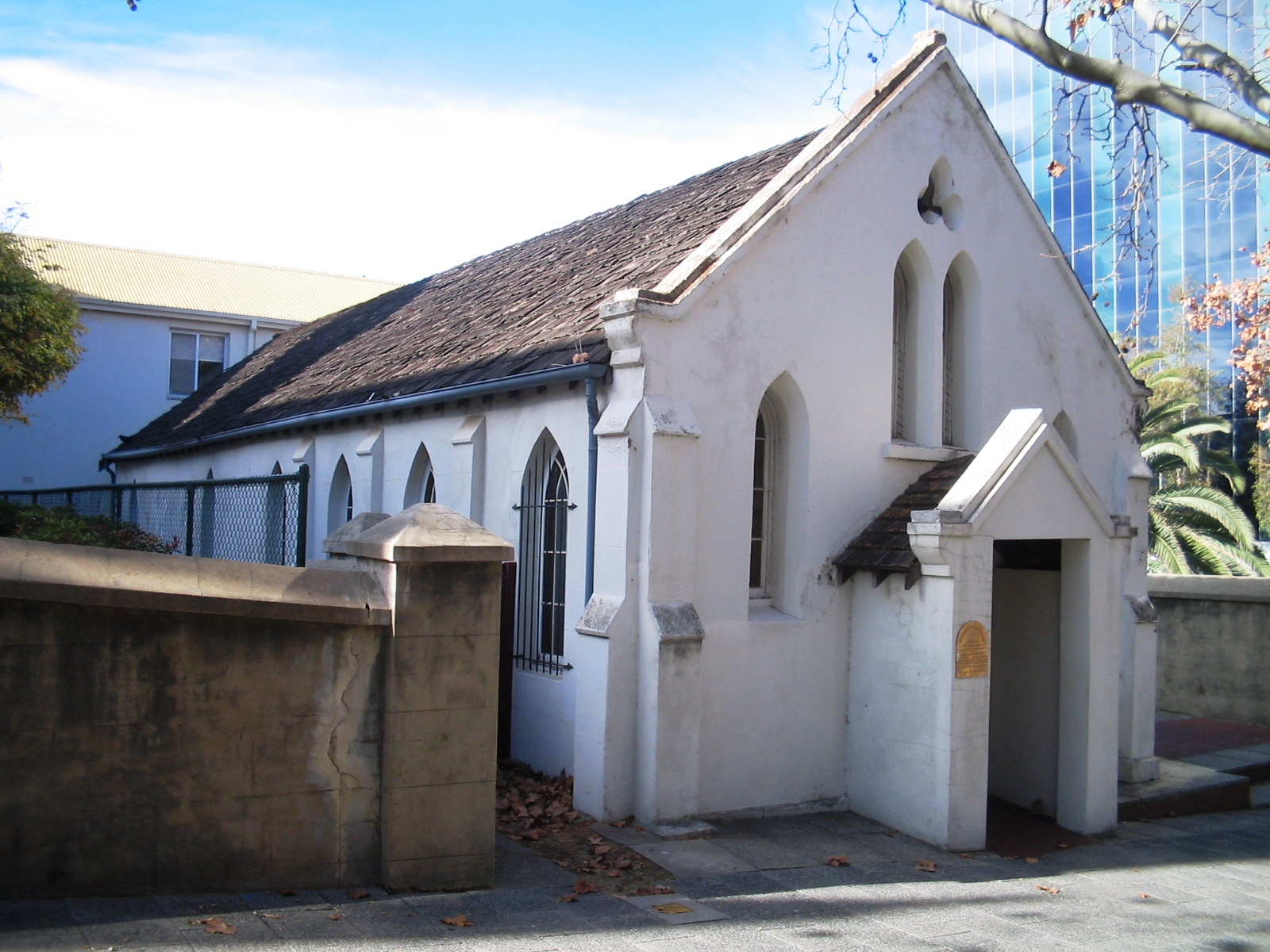
Procatedral de San Juan, en Perth

La sede de la arquidiócesis se encuentra en la ciudad de Perth, en donde se halla la Catedral de la Inmaculada Concepción de la Bienaventurada Virgen María, conocida como Catedral de Santa María, y la Procatedral de San Juan (el edificio católico más antiguo del oeste de Australia). En Fremantle se encuentra la basílica de San Patricio.

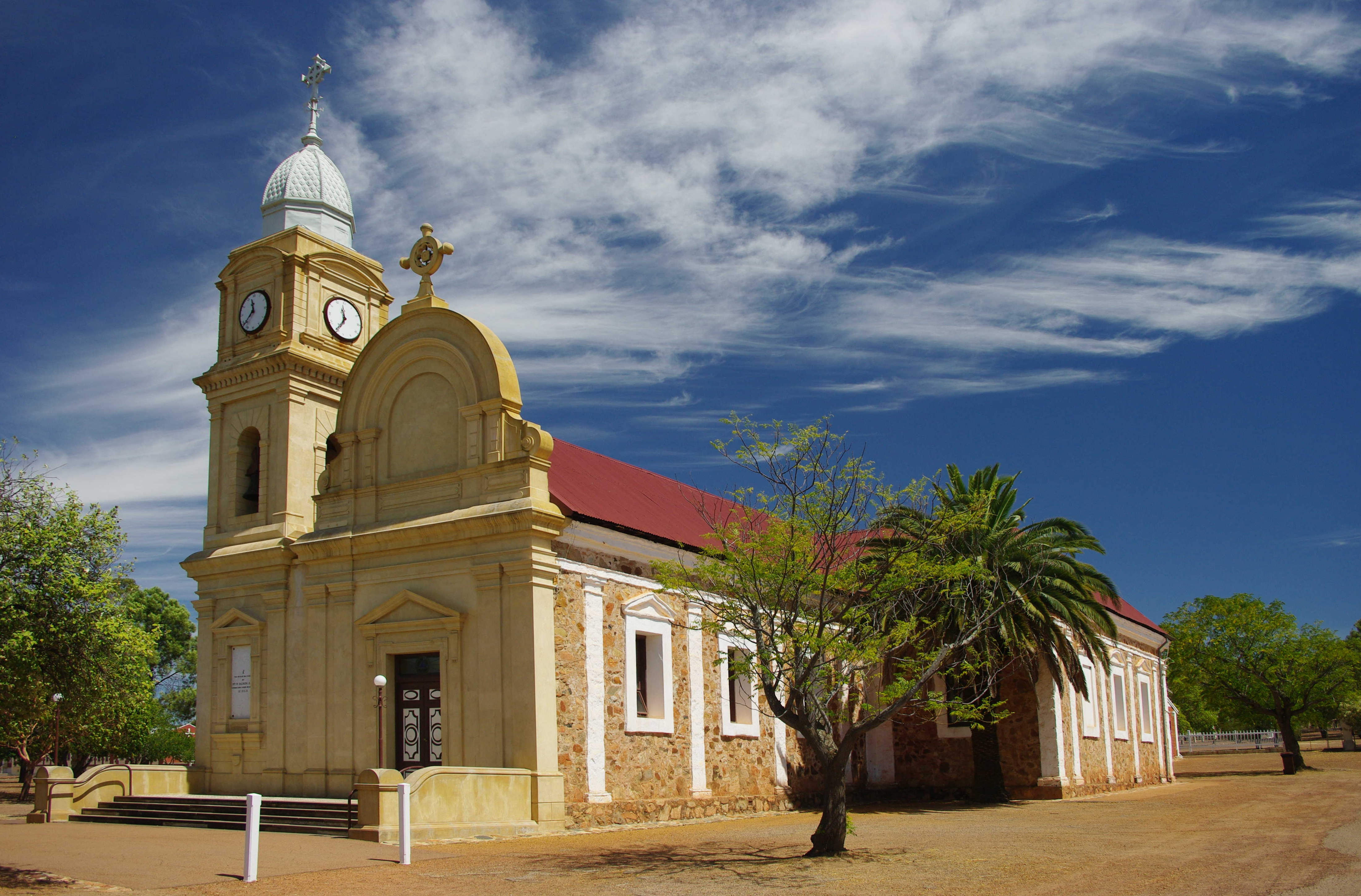
Abadía de Nueva Nursia

La arquidiócesis tiene como sufragáneas a las diócesis de Broome, Bunbury y Geraldton.
En 2023 en la arquidiócesis existían 109 parroquias.

## Historia
La primera presencia de un sacerdote católico en el territorio de la futura arquidiócesis de Perth fue la del padre John Brady, quien llegó a Fremantle desde Sídney en diciembre de 1843 junto con el padre John Joostens y el catequista Patrick O'Reilly. En diciembre de 1843 se inició la construcción de una pequeña iglesia que se convirtió en la primera catedral de Perth, la de San Juan Evangelista.
La diócesis de Perth fue erigida el 6 de mayo de 1845 mediante el breve Universo dominico del papa Gregorio XVI, obteniendo el territorio de la arquidiócesis de Sídney, de la que originalmente era sufragánea. Con el mismo breve se erigieron también los vicariatos apostólicos de Essington (hoy diócesis de Darwin), en el territorio del Norte, y de King George Sounde-The Sound, en la costa sur de Australia Occidental, entregados en administración a los obispos de Perth, hasta que fueran eregidos como diócesis.
En 1847 cesó la administración de los obispos de Perth sobre el vicariato apostólico de Essington, elevado al rango de diócesis, y sobre el vicariato apostólico de Sound, que fue suprimido, y cuyo territorio se incorporó en parte a la diócesis de Perth.
El 12 de marzo de 1867 cedió una parte de su territorio para la erección de la abadía territorial de Nueva Nursia mediante el breve Relatum est del papa Pío IX.
El 31 de marzo de 1874 pasó a formar parte de la provincia eclesiástica de la arquidiócesis de Melbourne.
El 10 de mayo de 1887 cedió una porción de su territorio para la erección del vicariato apostólico de Kimberley en Australia Occidental (hoy diócesis de Broome) mediante el breve Ecclesiae universae del papa León XIII.
El 30 de enero de 1898 cedió otra porción de su territorio para la erección de la diócesis de Geraldton mediante el breve Cum ex apostolico del papa León XIII.
El 28 de agosto de 1913 fue elevada al rango de arquidiócesis metropolitana.
El 12 de noviembre de 1954 cedió otra porción de territorio para la erección de la diócesis de Bunbury mediante la bula Benigna illa del papa Pío XII.
El 19 de febrero de 1960 adquirió la parroquia Cruz del Sur que pertenecía a la abadía territorial de Nueva Nursia, mediante el decreto Ad bonum animarum de la Congregación de Propaganda Fide.
El 12 de marzo de 1982 la abadía territorial de Nueva Nursia perdió el privilegio de territorialidad y fue suprimida, por lo que la parroquia de Nueva Nursia también fue agregada al territorio de la arquidiócesis de Perth mediante el decreto Cum diuturnus recolatur.

## Estadísticas
Según el Anuario Pontificio 2024 la arquidiócesis tenía a fines de 2023 un total de 527 450 fieles bautizados.
| Año                                                                             | Población            | Población | Población      | Sacerdotes | Sacerdotes    | Sacerdotes    | Bautizados por sacerdote | Diáconos permanentes | Religiosos | Religiosos | Parroquias |
| Año                                                                             | Bautizados católicos | Total     | % de católicos | Total      | Clero secular | Clero regular | Bautizados por sacerdote | Diáconos permanentes | Varones    | Mujeres    | Parroquias |
| ------------------------------------------------------------------------------- | -------------------- | --------- | -------------- | ---------- | ------------- | ------------- | ------------------------ | -------------------- | ---------- | ---------- | ---------- |
| 1950                                                                            | 85 000               | 425 000   | 20.0           | 150        | 118           | 32            | 566                      |                      | 98         | 967        | 68         |
| 1966                                                                            | 130 100              | 550 250   | 23.6           | 207        | 120           | 87            | 628                      |                      | 104        | 1087       | 97         |
| 1970                                                                            | 140 250              | 700 000   | 20.0           | 208        | 118           | 90            | 674                      |                      | 208        | 1019       | 99         |
| 1980                                                                            | 228 446              | 891 446   | 25.6           | 207        | 124           | 83            | 1103                     | 3                    | 194        | 1110       | 101        |
| 1990                                                                            | 305 000              | 1 110 000 | 27.5           | 228        | 116           | 112           | 1337                     | 1                    | 202        | 693        | 107        |
| 1999                                                                            | 379 902              | 1 369 809 | 27.7           | 256        | 140           | 116           | 1483                     | 4                    | 217        | 584        | 103        |
| 2000                                                                            | 380 282              | 1 383 507 | 27.5           | 251        | 138           | 113           | 1515                     | 2                    | 209        | 652        | 103        |
| 2001                                                                            | 384 085              | 1 395 509 | 27.5           | 265        | 155           | 110           | 1449                     | 1                    | 211        | 652        | 103        |
| 2002                                                                            | 384 185              | 1 403 509 | 27.4           | 256        | 153           | 103           | 1500                     | 1                    | 164        | 482        | 103        |
| 2003                                                                            | 379 989              | 1 427 956 | 26.6           | 287        | 147           | 140           | 1324                     | 1                    | 199        | 485        | 103        |
| 2004                                                                            | 380 010              | 1 427 956 | 26.6           | 287        | 151           | 136           | 1324                     | 1                    | 193        | 503        | 103        |
| 2013                                                                            | 426 641              | 1 855 000 | 23.0           | 265        | 166           | 99            | 1609                     | 14                   | 151        | 426        | 108        |
| 2016                                                                            | 469 859              | 1 883 980 | 24.9           | 252        | 167           | 85            | 1864                     | 13                   | 129        | 365        | 108        |
| 2019                                                                            | 486 000              | 1 948 731 | 24.9           | 246        | 168           | 78            | 1975                     | 12                   | 129        | 333        | 109        |
| 2021                                                                            | 500 155              | 2 005 490 | 24.9           | 236        | 164           | 72            | 2119                     | 12                   | 109        | 310        | 109        |
| 2023                                                                            | 527 450              | 2 114 911 | 24.9           | 235        | 163           | 72            | 2244                     | 13                   | 109        | 357        | 109        |
| Fuente: Catholic-Hierarchy, que a su vez toma los datos del Anuario Pontificio. |                      |           |                |            |               |               |                          |                      |            |            |            |

## Episcopologio

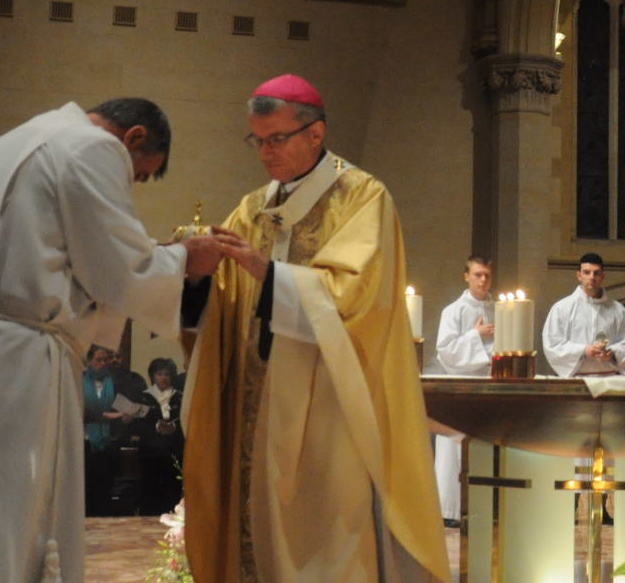
Timothy John Costelloe, arzobispo de Perth desde 2012

- John Brady † (9 de mayo de 1845-3 de diciembre de 1871 falleció)
- Martin Griver y Cuni † (22 de julio de 1873-1 de noviembre de 1886 falleció)
- Matthew Gibney † (1 de noviembre de 1886 por sucesión-14 de mayo de 1910 renunció[nota 3])
- Patrick Joseph Clune, C.SS.R. † (21 de diciembre de 1910-24 de mayo de 1935 falleció)
- Redmond Garrett Prendiville † (24 de mayo de 1935 por sucesión-28 de junio de 1968 falleció)
- Lancelot John Goody † (18 de octubre de 1968-26 de octubre de 1983 retirado)
- William Joseph Foley † (26 de octubre de 1983-10 de febrero de 1991 falleció)
- Barry James Hickey (23 de julio de 1991-20 de febrero de 2012 retirado)
- Timothy John Costelloe, S.D.B., desde el 20 de febrero de 2012